# Латин, Иво
И́во Ла́тин (сербохорв. Ivo Latin, Иво Латин, 1929, Озаль — 2 марта 2002, Загреб) — хорватский югославский политик, председатель Хорватского сабора, председатель Президиума Социалистической Республики Хорватии, мэр Загреба (1978—1982).

## Биография
В ранней молодости вступил в антифашистское движение. В 1957 году окончил факультет права в Загребском университете. В 1978—1982 годах занимал должность председателя городского совета (мэр) Загреба, после чего стал генеральным директором страховой компании «Croatia osiguranje».
С 1984 года — председатель Хорватского сабора, в 1986 году вошёл в Президиум СР Хорватии, a в 1988 году стал председателем Президиума, сменив Анте Марковича. Латин находился на этом посту до 1990 года, когда его после первых свободных выборов на этому посту сменил Франьо Туджман.
Осенью 1989 года Латин стал одним из участников крупного раскола в руководстве Союза коммунистов Хорватии и руководстве республики. Латин, как и действовавший премьер-министр СР Хорватии Антун Милович и председатель республиканского парламента Анджелко Рунич, обвинили руководство Союза коммунистов Хорватии в сокрытии информации о своих намерениях и действиях. В ответ руководство СКХ обвинило всех троих в некомпетентности, непопулярности, отсутствии изобретательности в политических обстоятельствах и превышении полномочий.
Латин направил протест, которым инициировал весь раскол и конфликт. Весной 1990 года он участвовал в организации сербских протестов на Петровой горе, в котором участвовали сербские националисты, и это вызвало ещё большее возмущение у хорватских коммунистов. Митинг произошёл накануне первых свободных выборов в Хорватии, что разрушило авторитет коммунистической партии в Хорватии и сыграло на руку оппозиции.
Иво Латин умер 2 марта 2002 года от инфаркта. Похоронен на загребском кладбище Мирогой. В 2009 году награждён посмертно орденом Хорватского трилистника за выдающийся вклад в развитие репутации Хорватии и повышение благосостояния жителей Хорватии. О награждении было объявлено в День независимости Хорватии